# Staro Petrovo Polje
Staro Petrovo Polje is een plaats in de gemeente Crnac in de Kroatische provincie Virovitica-Podravina. De plaats telt 185 inwoners (2001).